# Bandkatalog
Ein Bandkatalog ist ein Bibliothekskatalog, der aus zunächst leeren Buchbänden besteht, in welche die Medien einer Bibliothek eingetragen werden. Bandkataloge waren bis zum Ende des 19. Jahrhunderts die verbreitetste Katalogart, als sie durch den aufkommenden Zettelkatalog abgelöst wurden.
Bandkataloge bestehen aus einem oder mehreren Bänden mit zunächst leeren Seiten. Auf die leeren Seiten konnten die Bibliothekare die in der jeweiligen Bibliothek vorhandenen Bücher eintragen, bis ein vollständiges Verzeichnis der vorhandenen Bücher vorlag. Die Eintragungen erfolgten handschriftlich und nach dem Alphabet geordnet. Etliche Bibliotheken führten mehrere Bandkataloge nebeneinander, von denen einer nach dem Namen des Autors, der andere beispielsweise nach dem Buchtitel geordnet war.
Der große Nachteil des Bandkatalogs gegenüber anderen Katalogarten ist, dass jeder Band einmal vollgeschrieben ist und dann keinen Platz mehr für neue Einträge bietet. Zwar wurden zwischen den Einträgen Freiräume gelassen, irgendwann füllten sich aber auch diese mit Einträgen. In solchen Fällen half man sich mit sogenannten Schaltblättern, die allerdings auch nur begrenzt eingefügt werden konnten und außerdem das Ordnungsprinzip unterbrachen. Dieses war aber ohnehin notwendigerweise größer angelegt, da später erfolgte Eintragungen oft nicht mehr an alphabetisch genau richtigen Stelle vorgenommen werden konnten – wenn etwa nachträglich ein Buch hinzukam, dessen Verfassername mit Sa begann, konnte es womöglich nicht mehr vor einem mit Sc eingetragen werden, weil dort kein Platz mehr frei war, auch aus diesem Grund wurden Bandkataloge mitunter mehrmals abgeschrieben und die Eintrage dabei neu geordnet. Ein weiterer Nachteil war die teilweise Unlesbarkeit der handschriftlichen Einträge, erst im 20. Jahrhundert kam es zur Einführung einer einheitlichen deutschen Büchereihandschrift durch Erwin Ackerknecht.
Der Bandkatalog ist seit dem Mittelalter bekannt und hatte seinen Höhepunkt im 19. Jahrhundert in wissenschaftlichen Bibliotheken. Seit dem Aufkommen des Zettelkatalogs wurden kaum noch Bandkataloge geführt. In Bibliotheken, die ihren Altbestand noch nicht in neueren Katalogarten erfasst haben, ist der Bandkatalog für diese Altbestände immer noch in Gebrauch. Um 1970 erfuhr der Bandkatalog eine vorübergehende Wiederbelebung, als mit Hilfe der EDV hergestellte Kataloge ausgedruckt und gebunden wurden. Solche gedruckten Bandkataloge werden auch als Buchkataloge bezeichnet und sind bald durch Mikro-, CD-ROM- und Online-Kataloge abgelöst worden.